# 주한울
주한울(개명 이전의 이름은 주가람, 1982년 12월 24일~)은 대한민국의 배우이다.
서울 마포구에서 출생하였으며 지난날 한때 1984년에서부터 이듬해 1985년까지 전라북도 정읍에서 잠시 유아기를 보낸 적이 있는 그는, 네 살 때(1985년) 경기도 수원에 이주를 한 이듬해 1986년 CF 광고 모델로 첫 데뷔하였으며, 이듬해 1987년 영화 《헬로! 임꺽정》의 단역을 통하여 영화배우로 데뷔하였고, 이어 같은 해(1987년)에 MBC 문화방송 텔레비전 드라마 《사랑과 야망》으로 브라운관에 첫 출연하였다.

## 학력
- 화서초등학교 2학년 2학기 전퇴(1990년 12월)→소화초등학교 졸업(1995년 2월)
- 경기수원수성중학교 졸업(1998년 2월)
- 경기수원수성고등학교 2학년 1학기 전퇴(1999년 8월)→오스트레일리아 뉴 사우스 웨일스 디 아미데일 스쿨 고등부 전퇴(2000년 2월)→효원고등학교 졸업(2001년 2월)

## 출연작

### 영화
- 1987년 《헬로! 임꺽정》 ... (단역)

### TV 드라마
- 1987년 : MBC 주말드라마 《사랑과 야망》 ... 박상우 역
- 1988년 : MBC 농촌드라마 《전원일기》 ... 조상범[1] 역
- 1988년 : KBS1 청소년드라마 《사랑이 꽃피는 나무》 ... 배주한 역
- 1988년 : KBS2 대하드라마 《하늘아 하늘아》
- 1989년 : MBC 주간드라마 《푸른 계절》
- 1990년 : MBC 주간드라마 《서울 시나위》
- 1991년 : MBC 농촌드라마 《전원일기》 ... 정우진[2] 역
- 1992년 : MBC 월화드라마 《억새 바람》
- 1992년 : MBC 주간드라마 《우리들의 천국 시즌 2》 ... 어린 동건 역
- 1993년 : SBS 월화드라마 《테마 시리즈 - 사랑이라 부르는 것》
- 1993년 : MBC 청소년드라마 《사춘기 시즌 1》 ... 현동찬[3] 역
- 1994년 : MBC 일요시트콤 《김가 이가》
- 1994년 : KBS1 시골풍경드라마 《대추나무 사랑 걸렸네 시즌 1》 ... 주광익[4] 역
- 1994년 : MBC 아침드라마 《천국의 나그네》 ... 어린 석범 역
- 1994년 : MBC 단막극 《베스트극장 - 우리들의 날개》
- 1994년 : EBS 주간드라마 《언제나 푸른마음》 ... 오장원[5] 역
- 1995년 : KBS2 대하드라마 《장녹수》 ... 어린 연산군 이융 역
- 1995년 : SBS 드라마 스페셜 《아스팔트 사나이》
- 1995년 : MBC 농촌드라마 《전원일기》 ... 오학걸[6] 역
- 1995년 : KBS2 월화드라마 《서궁》
- 1995년 : MBC 일일시트콤 《두 아빠》 ... 이광사 역
- 1996년 : MBC 주말연속극 《아파트》
- 1997년 : KBS2 단막극 《드라마게임 - 멋진 녀석들》
- 1997년 : SBS 월화드라마 《여자》
- 1997년 : SBS 주간시트콤 《뉴욕 스토리》
- 1997년 : KBS2 미니시리즈 《그대 나를 부를 때》
- 1998년 : MBC 청춘시트콤 《남자 셋 여자 셋》
- 1998년 : MBC 코미디드라마 《여자 대 여자》
- 1998년 : KBS2 주말연속극 《종이학》 ... 조태현 역
- 1999년 : KBS1 아침드라마 《TV소설 누나의 거울》
- 2000년 : MBC 월요시트콤 《세 친구》
- 2000년 : MBC 일일연속극 《온달 왕자들》 ... 여시형 역
- 2001년 : SBS 월화드라마 《여인천하》 ... 어린 길상 역
- 2001년 : MBC 농촌드라마 《전원일기》 ... 정민준[7] 역
- 2001년 : MBC 단막극 《베스트극장 - 지금 우리는 숲으로 간다》 ... 홍은호 역
- 2001년 : KBS2 일일드라마 《여자는 왜?》 ... 김한울 역

### 라디오 프로그램
- 2014년 EBS FM 《EBS 책 읽는 라디오 낭독 시리즈》